# Wally Osterkorn
Walter Raymond Osterkon, detto Wally (Chicago, 6 luglio 1928 – Scottsdale, 11 gennaio 2012), è stato un cestista statunitense, professionista nella NPBL e nella NBA.

## Carriera

### High school e college
Dopo aver giocato alla Amundsen High School (a Chicago), si trasferì alla University of Illinois at Urbana-Champaign, dove giocò dal 1946 al 1950, disputando le Final Four del 1949, dove i Fighting Illini persero la semifinale contro i futuri campioni di Kentucky.

### NPBL e NBA
Venne scelto dai Chicago Stags nel draft NBA 1950, ma passò il primo anno da professionista nella NPBL con i St. Paul Lights e, dopo il fallimento della squadra a metà stagione, con gli Sheboygan Red Skins, con i quali vinse il titolo. Fu il sesto marcatore del campionato con 13,0 punti di media e venne selezionato nel secondo quintetto della lega.
La stagione successiva debuttò nella NBA con i Syracuse Nationals con i quali rimase per quattro anni, vincendo il titolo nel 1955, quando venne limitato a soli 19 incontri da un infortunio alla gamba, che lo costrinse al ritiro al termine della stagione.
In 204 incontri disputati nella lega segnò 7,0 punti di media con 6,0 rimbalzi. Nel suo anno statisticamente migliore, il 1953-54, segnò 8,8 punti a partita con 7,0 rimbalzi e 2,2 assist in 30,9 minuti di gioco.
Dopo il ritiro, venne accusato di diversi furti con scasso nell'area di Syracuse, e passò i successivi quattro anni in prigione.
Si trasferì successivamente in Arizona, dove visse il resto della vita, lavorando come venditore per l'Enciclopedia Britannica e come commerciante.

## Palmarès
- Campione NPBL (1951)
- All-NPBL Second Team (1951)
- Campionato NBA: 1

Syracuse Nationals: 1955